# Video Games (Lana Del Rey)
Video Games è un brano musicale della cantante Lana Del Rey, estratto come primo singolo dal suo secondo album, Born to Die, di cui ha anticipato l'uscita. Il brano è stato scritto e composto dalla Del Rey stessa e da Justin Parker, mentre la produzione è stata affidata a RoboPop. Il singolo rappresenta il debutto della cantante, ed è stato pubblicato il 10 ottobre 2011 dalla Interscope Records.
Video Games è un brano baroque pop in cui parla di come il suo ex fidanzato la usasse, al pari di dei videogiochi. Il videoclip del singolo è stato girato in maniera amatoriale dalla stessa Del Rey con una webcam.

## Tracce
CD singolo
1. Video Games (Radio Edit) – 4:01 (Elizabeth Woolridge Grant, Justin Parker)
2. Blue Jeans – 3:31 (Elizabeth Woolridge Grant, Dan Heath, Emile Haynie)

EP Digitale
1. Video Games – 4:46
2. Blue Jeans – 3:34
3. Video Games (Mr Fingers Remix) – 9:00
4. Video Games (Omid 16B Remix) – 5:14

EP Remix
1. Video Games – 4:03
2. Blue Jeans – 3:33
3. Video Games (Club Clique for The Bad Girls Remix) – 4:59
4. Video Games (White Lies C-mix) – 7:33
5. Video Games (Larry "Mr. Finger" Heard Remix) – 9:00
6. Video Games (Helium Robots Remix) – 4:51

EP Remix Digitale
1. Video Games (Club Clique for The Bad Girls Remix) – 4:57
2. Video Games (Jakwob and Etherwood Remix) – 3:42
3. Video Games (White Lies C-Mix) – 7:32
4. Video Games (Jamie Woon Remix) – 5:14
5. Video Games (We Don't Belong In Pacha Remix) – 5:19

## Successo commerciale

### Francia
Video Games debutta al 27º posto nella classifica del 15 ottobre 2011 insieme ad un altro singolo della cantante; Blue Jeans alla 76ª posizione che diventerà il terzo singolo estratto dall'album. La settimana seguente, il singolo scende alla 40ª posizione mentre nella sua terza settimana consecutiva di presenza, Video Games perde altre cinquanta posizioni, scendendo alla 90ª. A seguito di una lenta risalita, il brano riesce, nella sua tredicesima settimana di presenza, ad entrare nella top 10; al 6º posto con 5 755 copie vendute. Sale alla 5ª posizione e mantiene tale posizione per tre settimane vendendo, rispettivamente, 5 311 (meno 8%), 6 280 (più 18%) e 6 726 (più 7%) copie. Sale sul gradino più basso del podio la settimana seguente con un incremento delle vendite del 98% (13 346 copie). Con un decremento del 28% (9 597 copie), Video Games scende al 4º posto e, la settimana seguente, ne perde un altro, stabilendosi alla quinta posizione con 8 994 copie vendute (meno 6%). Sale, nuovamente, al quarto posto con un incremento del 10% (9 860 copie vendute). Nella classifica del 3 marzo 2012, Video Games raggiunge la sua massima posizione ovvero la 2ª con una vendita pari a 11 106 copie e con un incremento dell'oltre il 12%. Dalla settimana seguente, inizierà una lenta discesa del brano che occuperà la 3ª con 8 995 copie vendute, 4ª con 7 340 copie, 5ª con 5 645 copie, 7ª e 8ª posizione. La settimana seguente, mantiene la medesima posizione con 4 351 copie vendute. Con un decremento delle vendite del 5% (4 146 copie vendute), Video Games scende al 10º posto. Nella classifica del 28 aprile 2012, il brano è uscito dalla top 10, dopo esservi rimasto per quattro mesi consecutivi.
Il singolo ha complessivamente venduto, nel territorio francese, oltre 177 600 copie nel corso del 2012.

## Classifiche

### Classifiche settimanali
| Classifica (2011/2012) | Posizione massima |
| ---------------------- | ----------------- |
| Australia              | 23                |
| Austria                | 2                 |
| Belgio (Fiandre)       | 2                 |
| Belgio (Vallonia)      | 4                 |
| Canada                 | 72                |
| Danimarca              | 18                |
| Finlandia              | 14                |
| Francia                | 2                 |
| Germania               | 1                 |
| Irlanda                | 6                 |
| Italia                 | 27                |
| Lussemburgo            | 1                 |
| Paesi Bassi            | 3                 |
| Regno Unito            | 9                 |
| Repubblica Ceca        | 3                 |
| Slovacchia             | 21                |
| Spagna                 | 33                |
| Stati Uniti            | 91                |
| Svezia                 | 56                |
| Svizzera               | 2                 |

### Classifiche di fine anno
| Classifica (2011) | Posizione |
| ----------------- | --------- |
| Belgio (Fiandre)  | 40        |
| Germania          | 19        |
| Paesi Bassi       | 32        |
| Classifica (2012) | Posizione |
| Austria           | 27        |
| Belgio (Fiandre)  | 15        |
| Belgio (Vallonia) | 16        |
| Francia           | 7         |
| Svizzera          | 23        |

## Cover
Vari artisti si sono cimentati nella reinterpretazione di Video Games, tra cui Boy George, Tyler Hilton, Ben Howard, i Kasabian, John Mayer, Tom Odell, Amanda Palmer, Maverick Sabre, Trixie Mattel e Patrick Wolf; nel 2014 la rockband Bristeil ne ha proposto una versione in lingua bielorussa, mentre nel 2017 una versione a cappella è stata inserita dalla Royal Shakespeare Company nella rappresentazione dell'Otello allo Shakespeare's Globe di Londra.